# Бартон Воррен Еверманн
Бартон Воррен Еверманн (англ. Barton Warren Evermann; 1853-1932) — американський іхтіолог. Автор численних зоологічних таксонів.

## Біографія
Бартон Еверманн народився 24 жовтня 1853 року у місті Альбія в штаті Айова, але виріс в штаті Індіана. У коледжі він подружився з Девідом Старром Джорданом, з яким згодом опублікував багато наукових статей. Після закінчення навчання працював протягом десяти років викладачем в державних школах в штатах Індіана і Каліфорнія. З 1886 по 1914 рік Еверманн працював в різних посадах в Американському агентстві з рибальства. У 1914 році він став директором Академії наук Каліфорнії. Цей пост він займав до своєї смерті 27 вересня 1932 року. Еверманн був похований на кладовищі в місті Берлінгтон (штат Індіана).

## Епоніми
На честь Еверманна були названі
- родина глибоководних риб Evermannellidae
- роди риб
  - Evermanella
  - Evermannia
  - Evermannichthys
- кактус Mammillaria evermanniana
- вулкан на мексиканському острові Сокорро.